# الجمهورية الإسبانية الأولى
الجمهورية الإسبانية الأولى (بالإسبانية: Primera República Española)‏ هو نظام سياسي قصير الأجل كان قائماً في إسبانيا بين إعلان الكورتيس لها في 11 فبراير 1873 إلى 29 ديسمبر 1874 عندما تمرد الجنرال مارتينيث كامبوس لإستعادة نظام البوربون الملكي. أسست تلك الجمهورية بعد أن تنازل الملك أماديو الأول عن الحكم يوم 10 فبراير 1873 في أعقاب قضية هيدالغو بعدما طلبت منه الحكومة الراديكالية توقيع مرسوم ضد ضباط المدفعية. وفي اليوم التالي 11 فبراير أعلنت الجمهورية بأغلبية برلمانية تتألف من الراديكاليين والجمهوريين والديمقراطيين.
كانت المحاولة الجمهورية الأولى في تاريخ إسبانيا تجربة قصيرة، تتسم بعدم الاستقرار السياسي. في الأشهر الأحد عشر الأولى أربعة رؤساء السلطة التنفيذية، وجميعهم من الحزب الجمهوري الاتحادي، حدث حتى انقلاب الجنرال بافيا في 3 يناير 1874 الذي انهى الجمهورية الاتحادية فأعلن في يونيو 1873 عن إنشاء الجمهورية المتحدة تحت حكم ديكتاتورية الجنرال سيرانو زعيم الحزب الدستوري المحافظ. تميزت هذه الفترة بثلاثة نزاعات مسلحة متزامنة: الحرب الكارلية الثالثة وثورة الكانتونات والثورة الكوبية. الجمهورية الأولى مؤطرة داخل ديموقراطية السنوات الست، الذي بدأت مع ثورة 1868 التي أعطت الطريق لعهد أماديو الأول، تلتها الجمهورية وانتهت مع إعلان تمرد الجنرال كامبوس من ساغونتو.

## نظرة عامة

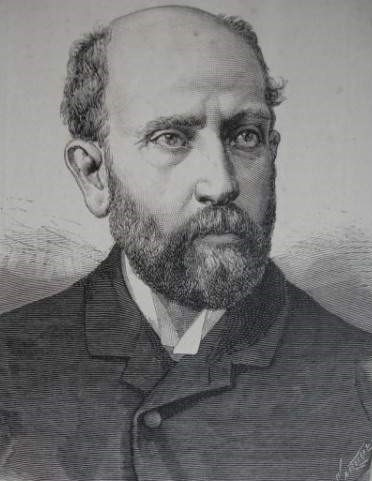
نيكولاس سالميرون أوَّل رئيس للجمهوريَّة الإسبانيَّة الأولى

تم دعوة كورتيس تأسيسي لكتابة دستور فيدرالي. وقد فضل الراديكاليون جمهورية وحدوية بحيث يكون للمقاطعات دورا أقل. وبمجرد اعلان الجمهورية تحول الحزبان (الدستوري والفيدرالي) ضد بعضهما البعض. وقد طرد الراديكاليون منذ البداية من السلطة، فانضموا إلى أولئك الذين سبق أن طردوا بعد ثورة 1868 أو بعد الحرب الكارلية.
كانت محاولة إنشاء الجمهورية الأولى في تاريخ إسبانيا هي تجربة قصيرة، واتسمت بعدم استقرار سياسي واجتماعي عميق وعنيف. وحكم تلك الجمهورية الجديدة أربعة رؤساء متميزين وهم: استانيسلاو فيجويراس وبي مارجال ونيكولاس سالميرون وإيميليو كاستيلار وهم فيدراليون؛ وبعد 11 شهرا فقط من إعلان الجمهورية، قاد الجنرال مانويل بافيا انقلابا وأنشأ جمهورية موحدة حكمها فرانسيسكو سيرانو.
تميزت تلك الفترة بثلاث حروب أهلية متزامنة: الحرب الكارلية الثالثة وثورة الكانتونات وثورة البترول [الإنجليزية] في ألكوي؛ وحرب العشر سنوات في كوبا. وكانت أخطر المشاكل في توطيد النظام هي عدم وجود جمهوريين حقيقيين، حيث انقسموا بين الفيدراليين والوحدويين، بالإضافة إلى افتقارهم للدعم الشعبي. ومن عوامل اضعاف الجمهورية تآمر الجيش والانتفاضات الكانتونية المحلية المتعددة، وعدم الاستقرار في برشلونة، بالإضافة إلى الانقلابات المناهضة للفيدرالية، ودعوات الثورة من الرابطة الدولية للعمال، وعدم وجود أي شرعية سياسية واسعة، والقتال الداخلي بين القيادة الجمهورية.
انتهت الجمهورية فعليا في 3 يناير 1874، عندما أعلن القائد العام لمدريد مانويل بافيا أنه ضد الحكومة الفدرالية ودعا جميع الأحزاب باستثناء الفدراليين والكارليين لتشكيل حكومة وطنية. إلا أن الملكيون والجمهوريون رفضوا المشاركة، وبقي الحزب الراديكالي الموحد والدستوريين هم المجموعات الوحيدة المستعدة للحكم، مما جعل القاعدة السياسية ضيقة. فشكل الجنرال فرانسيسكو سيرانو حكومة جديدة وأصبح رئيسا للجمهورية على الرغم من أنه مجرد حاكم شكلي منذ حل الكورتيس.
بسبب مشاكل الجمهورية تمكنت القوات الكارلية من توسيع الأراضيها إلى أقصى امتداد بداية سنة 1874، إلا أن سلسلة المعارك التي شنها عليهم الجيش الشمالي للجمهورية في النصف الثاني من السنة أدت إلى هزيمتهم وانهاء الحرب حتى لو لم يكونوا في حالة سيئة. وهناك الملكيين الآخرين الذين سموا ألفونسيين [الإنجليزية] نسبة لألفونسو، ابن الملكة السابقة إيزابيل، ونظمهم أنطونيو كانوباس ديل كاستيو.
واستمرت تلك الجمهورية حتى تمرد العميد مارتينيز كامبوس ونادى بالولاء لألفونسو في ساغونتو في 29 ديسمبر 1874 ورفض الجيش اتخاذ أي إجراء ضده. فانهارت الحكومة مما ساعد بنهاية الجمهورية وعودة ملكية البوربون مع إعلان ألفونسو الثاني عشر ملك على إسبانيا.

## إعلان الجمهورية
تنازل الملك أماديو الأول عن عرش اسبانيا في 11 فبراير 1873. كان الدافع وراء تنازله هي الصعوبات التي واجهها خلال فترة حكمه القصيرة مثل الحرب في كوبا واندلاع الحرب الكارلية الثالثة والمعارضة من الملكيين الفونسويون الذي يطمحون لإستعادة حكم آل بوربون بشخص ألفونسو دي بوربون نجل ايزابيل الثانية، وحركات التمرد الجمهوري المتعددة هذا غير عدم الإنسجام بين مؤيديه. وفوق ذلك كله: فإن عاهل إسبانيا كان يفتقر إلى أي دعم شعبي. ثم أتت أزمة الحكومة مع ضباط المدفعية فتسببت بتوتر مع الملك لأن صراع ضباط المدفعية بدأت مع تعيين القائد العام بالتازار هيدالغو دي كوينتانا الذي لم يرى أي من ضباط المدفعية منذ 22 يونيو 1866، فهددوا بالاستقالة إذا استمرت الحكومة في تعيينها الجنرال هيدالغو قائدا عاما للباسك ونافارا. وكان رد الحكومة وبدعم من البرلمان هو التأكيد على سيادة السلطة المدنية على الجيش بالحفاظ على التعيين والبدء في إعادة تنظيم القوة العسكرية، ولكن استمر الضباط في وعيدهم واستقالوا جميعا. اضطر الملك إلى التوقيع على مرسوم إعادة تشكيل سلاح المدفعية ثم تنحى عن العرش في 11 فبراير.
ماإن نشرت الصحافة خبر تنازل الملك يوم الاثنين 10 فبراير حتى اصطف انصار الجمهورية الاتحادية في شوارع مدريد للمطالبة بإعلان الجمهورية. فاجتمعت الحكومة ولكن الآراء انقسمت بين الرئيس والوزراء التقدميين، الذين سعوا أن تصبح الحكومة انتقالية لتنظيم استفتاء في البلد حول كيفية تشكيل الحكومة -يدعم هذا الموقف الحزب الدستوري كي يمنع إعلان فوري للجمهورية-، ودعم هذا الموقف أيضا وزراء الحزب الديمقراطي بمؤازرة من رئيس مجلس النواب حسب الإتفاق بعد اجتماع مشترك للكونغرس ومجلس الشيوخ. وخرجت اتفاقية قررت بموجبها شكل الحكومة، وساعد في إعلان الجمهورية وجود أغلبية في المجلسين من الحزب الجمهوري الاتحادي والراديكاليين الديمقراطيين.
حاول رئيس الوزراء رويث ثوريا أن يماطل بالوقت طالبا من نواب حزبه في مجلس النواب وهم الأغلبية في المجلس الموافقة على تعليق الجلسات لمدة أربعة وعشرين ساعة وذلك لاستعادة النظام. وطلب أيضا أن لا يتم اتخاذ أي إجراء حتى يصل كتاب تنازل الملك أماديو الأول إلى الكورتيس وأعلن أن الحكومة ستقدم مشروع قانون التنازل. ولكن وزير الدولة كريستينو مارتوس رفض ذلك قائلا: أنه بمجرد حصول استقالة رسمية من الملك فإن السلطة ستكون بيد الكورتيس «وهنا لن يكون هناك سلالة أو حكم ملكي بل لا يوجد شيء آخر سوى الجمهورية». وهكذا أعلن البرلمان أنه في حالة انعقاد دائم. وفي الوقت نفسه كان مبنى مجلس النواب محاطا من الحشود المطالبة بإعلان الجمهورية، إلا أن الميليشيات الوطنية تمكنت من فضهم

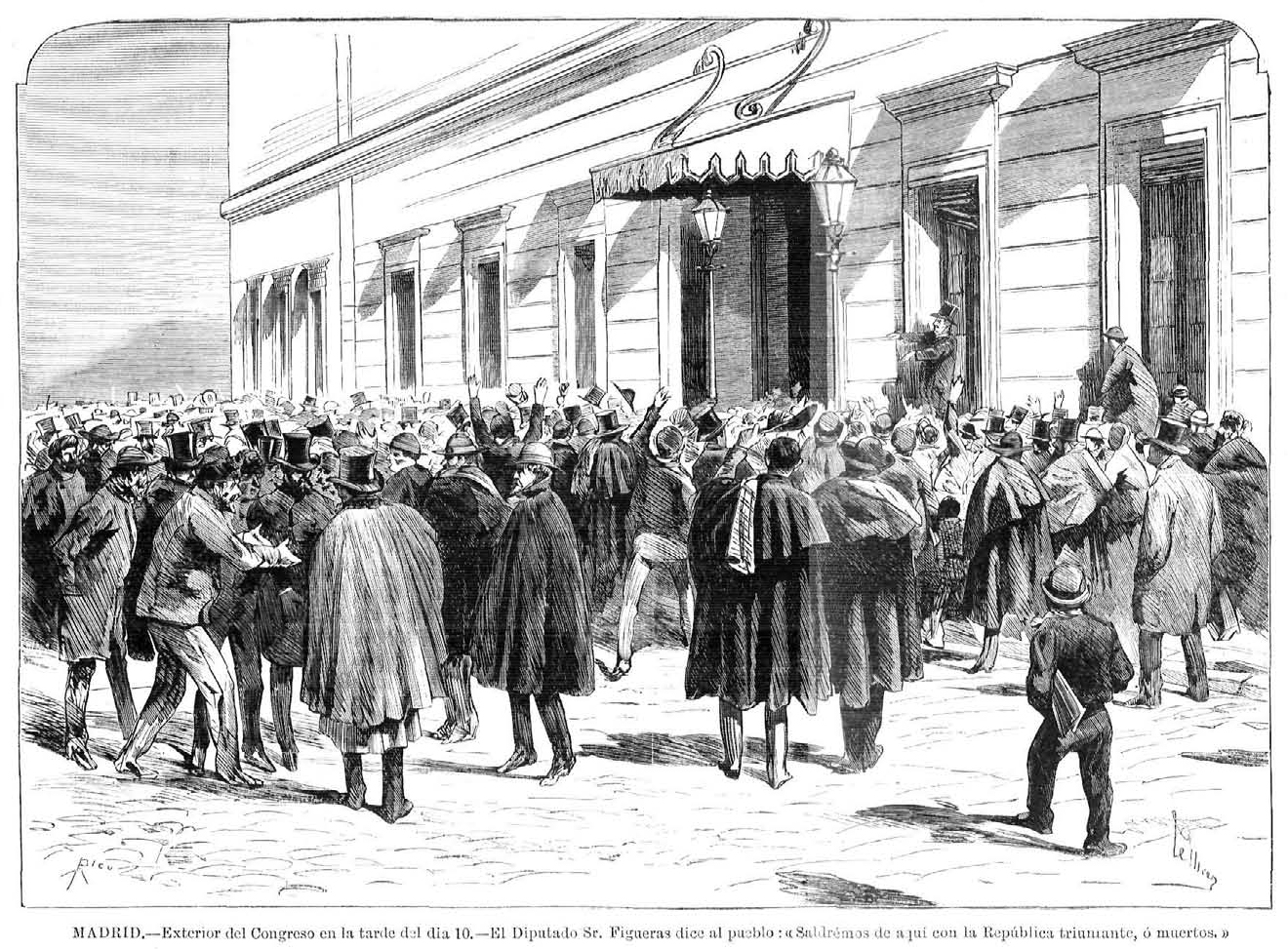
ازدحام الحشود أمام قصر البرلمان، في الوقت الذي بدأ النقاش حول إعلان الجمهورية داخل المبنى.

في اليوم التالي 11 فبراير هدد رؤساء المناطق الجمهوريون مجلس النواب إذا لم تعلن الجمهورية قبل الساعة 15:00 فإنهم سيبدأون بالتمرد. وأرسل جمهوريو برشلونة برقية إلى نوابهم في مدريد بنفس الطلب. ثم قرر الوزراء الديمقراطيون بقيادة مارتوس إلى جانب رؤساء مجلسي النواب والشيوخ ريفيرو وفيغيرولا بأن ينعقد المجلسين قبل أن يتم قراءة كتاب استقالة الملك أماديو الأول. وفي غياب رئيس الوزراء رويث ثوريا قال وزير الدولة مارتوس أن الحكومة أعادت صلاحياتها إلى الكورتيس فبدأ المجلسين بتشكيل النموذج المعتمد لحكومة الجمهورية وانتخاب مسؤول تنفيذي أي رئيس وزراء.
وفي الساعة 3:00 من بعد ظهر يوم 11 فبراير 1873 أعلن مجلسي النواب والشيوخ عن تشكيل الجمعية الوطنية للجمهورية بأغلبية 258 صوتا مقابل 32، وقرر البرلمان تعيين استانيسلاو فيجويراس أول رئيس سلطة تنفيذية للجمهورية الإسبانية الأولى:
وشكلت في ذات الدورة المنعقدة أول حكومة للجمهورية. حيث انتخب الفيدرالي استانيسلاو فيجويراس أول «رئيس للسلطة التنفيذية» وهو مكتب يضم رئيس الدولة وحكومته. ولم يسبق ان تم انتخاب «رئيس للجمهورية» لأن الدستور الذي انشئ لم يسن هذا المنصب. وفي كلمته قال فيجراس ان الجمهورية «مثل قوس قزح من السلام والوئام لجميع الاسبان من ذوي النية الحسنة».
فاجأت تلك القرارات معظم الأسبان، كما أن الغالبية العظمى في الكورتيس المنتخب مؤخرا (الجمعية الوطنية الآن) هم من الملكيين. وتحدث رويز زوريلا في هذه الأمر وقال: «أحتج وسوف أبقى على ذلك حتى لو تركت المنصب من تلقاء نفسي، ضد هؤلاء الممثلين الذين جاءوا إلى كورتيس مثل الملكيين الدستوريين الذين يشعرون بأنهم لديهم الأذن باتخاذ قرار بتحويل الأمة من ملكية إلى جمهورية بين عشية وضحاها».

### حكومة فيجويراس

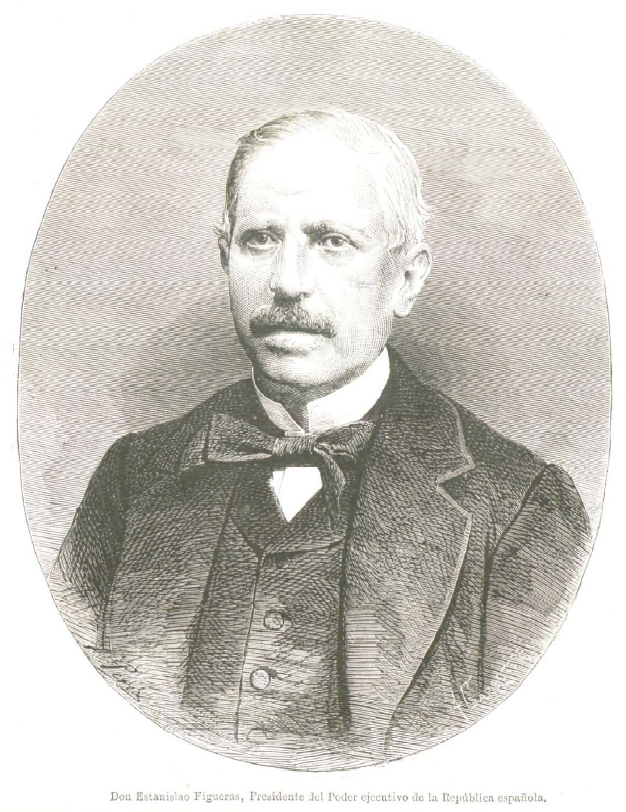
استانيسلاو فيجويراس، أول رئيس سلطة تنفيذية للجمهورية الإسبانية الأولى.

واجهت أول حكومة للجمهورية وضعا اجتماعيا واقتصاديا وسياسيا صعبا: فالعجز بالميزانية بلغ 546 مليون بيزيتا منها 153 مليون واجب الدفع الفوري ولايوجد سوى 32 مليون بيزيتا لتغطيتها. تم حل فيلق المدفعية في اللحظة الأكثر شراسة من الحرب الكارلية والحروب الكوبية حيث لم يكن هناك ما يكفي من الجنود ولا السلاح ولا المال. فإسبانيا في أزمة مالية حادة تزامنت مع الأزمة العالمية العظيمة 1873 والتي تفاقمت بسبب عدم الاستقرار السياسي، والذي كان بسبب ارتفاع معدلات البطالة بين العمالة الميدانية والعمالة الصناعية، فاستجابت لها المنظمات البروليتارية بالإضرابات والمسيرات والتجمعات الاحتجاجية واحتلال الأراضي المهجورة.
وفي 23 فبراير قام رئيس الجمعية الوطنية المنتخب آنذاك كريستينو مارتوس بعمل انقلاب فاشل احتل فيه الحرس المدني وزارة الحكم وحاصرت الميليشيات الوطنية مجلس النواب لإنشاء جمهورية متحدة وليست فدرالية. وأدى ذلك إلى إعادة تشكيل الحكومة الأولى التي تم فيها الإطاحة بالتقدميين واستبدالهم بالفيدراليين. وبعد اثني عشر يوما من إنشاء الجمهورية ألغيت الخدمة العسكرية الإجبارية واستعيضت بها الخدمة التطوعية براتب يومي قدره 1 بيزيتا ورغيف خبز. وأنشئ كذلك فرقة المتطوعين الجمهوريين براتب تجنيد قدره 50 بيزيتا وراتبا يوميا قدره 2 بيزيتا مع رغيف خبز.
واجهت حكومة فيجويراس الثانية محاولة إعلان دولة كتالونيا الإنفصالية داخل الجمهورية الاتحادية الإسبانية في 9 مارس والتي تم التغلب عليها بسلسلة من الاتصالات البرقية بين الحكومة والزعماء الكاتالونيين. ثم بدأت محاولة انقلاب جديدة في 23 أبريل، وهذه المرة بتواطؤ من ملكيي ألفونسو وأعضاء الاتحاد الليبرالي القديم واتباع الملكية في الجيش. لكنها فشلت عندما امتنعت عدة وحدات عسكرية عن دعمها في الساعة الأخيرة.
واجه فرانسيسكو بي مارغال وهو قلب تلك الحكومة العديد من المشاكل المتوطنة في الجمهورية، مثل الحرب الكارلية الثالثة والتمرد الانفصالي (هذه المرة من كاتالونيا) ومشكلة الانضباط العسكري والمؤامرات الملكية وغيرها. فحلت الحكومة الجمعية الوطنية ودعت إلى تشكيل الكورتيس التأسيسي في 1 مايو. وفي 23 أبريل حاول كريستينو مارتوس رئيس الجمعية الوطنية السابق بعمل انقلاب جديد، ويدعمه تلك المرة حاكم مدريد المدني: كتيبة من الميليشيات أخذت مواقعها على طول طريق باسيو ديل برادو، وتجمع أربعة آلاف متطوع مسلح بالقرب من ميدان الاستقلال بحجة مرور العرض. وبعد أن سمع بي مارغال بالمؤامرة حرك الحرس المدني. من جانبه عين وزير الحربية الجنرال بالتاسار هيدالغو قبطان عام لمدريد، فأمر العميد كارمونا وكتيبة من المشاة ومختلف وحدات المدفعية والفرسان للمسير للميليشيات. وقد فشل الانقلاب حالما بدأت الحكومة بحل الوحدات العسكرية المشاركة واللجنة الدائمة للجمعية الوطنية.
أسفرت انتخابات التأسيسية للكورتيس في 10 مايو عن 346 مقعدا للجمهوريين الاتحاديين و37 مقعدا لباقي القوى السياسية. وقد جرت الانتخابات في بيئة غير تقليدية حيث كانت نتائج الإنتخابات سخيفة، لأن معظم الفصائل لم تشارك في الإنتخابات: فالكارليون لايزالون في حرب ضد الجمهورية، وكذلك الملكيين أتباع ألفونسو بزعامة أنطونيو كانوباس ديل كاستيو، والجمهوريين الوحدويون وأيضا منظمة العمال الأولية المقربة من الدولية الأولى وجميعهم هم من الممتنعين عن التصويت. وكانت النتيجة مؤيدة بوضوح للجمهوريين الفيدراليين الذين استولوا على 346 مقعدا من 371 مقعدا، إلا أن نسبة الإقبال على التصويت كان الأدنى في التاريخ الإسباني حيث بلغت حوالي 28٪ في كاتالونيا و25٪ في مدريد.

## الجمهورية الفيدرالية
افتتحت الدورة الأولى للكورتيس التأسيسي يوم 1 يونيو 1873 وبدأ تقديم القرارات. ونوقش في الاجتماع الأول في السابع من يونيو مسودة دستور 1873 كتبه سبعة ممثلين: «المادة الأولى: شكل الحكومة للأمة الاسبانية هو جمهورية ديمقراطية اتحادية».

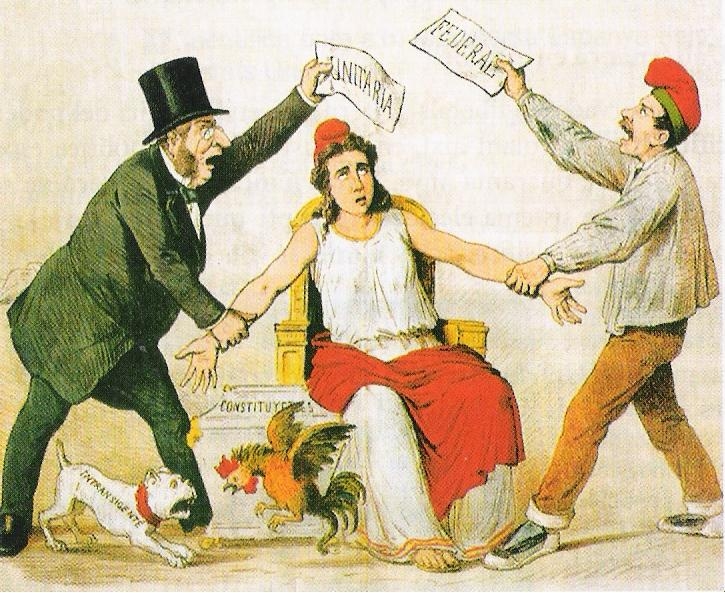
كاريكاتير من مجلة la Flaca الساخرة في 3 مارس 1873 يظهر الصراع بين المتشددين الذين يدافعون عن الجمهورية المتحدة والاتحاديين الذين يدافعون عن الحكومة الاتحادية. ويصور أيضا الصراع بين "الوسطيين" و"المتعنتين" الإتحاديين

وجرى في مايو انتخابات المجلس التأسيسي، ولكن بسبب انسحاب الأطراف الأخرى المعنية، فقد فاز الحزب الجمهوري الاتحادي الديمقراطي فوزا ساحقا. ولكن هذا كان مضللا لأنه في الحقيقة تم تقسيم نواب الجمهورية الاتحاديين للمجلس التأسيسي إلى ثلاث مجموعات:
- شكل «المتعنتين» «intransingentes» مع حوالي 60 نائبا يسار البرلمان، ودعوا أن يعلنهم البرلمان في الاتفاقية، على افتراض أن السلطة الاتحادية لديها جميع سلطات الدولة - التشريعية والتنفيذية والقضائية - لبناء الجمهورية الاتحادية من القاع، ومن البلدية إلى الكانتون أو الولاية، وطالبوا بإدخال إصلاحات اجتماعية التي تحسن ظروف حياة الدولة الرابعة. ولم يكن لهذا القطاع من الجمهوريين الاتحاديين زعامة واضحة، بالرغم من أنهم اعترفوا بالبطريرك خوسيه ماريا أورينس.
- وهناك «الوسطيين» «centristas» بقيادة فرانسيسكو بي الذين اتفقوا مع «المتعنتين» أن الهدف هو بناء جمهورية فيدرالية ولكن من الأعلى إلى الأسفل، أي يجب أن يكون هناك إعداد للدستور الاتحادي ومن ثم المضي قدما لتشكيل كانتونات أو الولاية. عدد هؤلاء النواب في هذا القطاع ليس بالكثير، وغالبا ماينقسمون عند التصويت، على الرغم من أنهم كانوا يميلون إلى تفضيل مقترحات «المتعنتين».
- شكل «المعتدلين» «moderados» بقيادة إيميليو كاستيلار ونيكولاس سالميرون يمين مجلس النواب، ودافعوا عن تشكيل جمهورية ديمقراطية تستوعب جميع الخيارات الليبرالية، لذلك رفضوا تحويل البرلمان في سلطة ثورية كما طالب بها «المتعنتين» واتفقوا مع اتباع فرانسيسكو بي أن الأولوية للبرلمان هي الموافقة على الدستور الجديد. وهي تشكل أكبر مجموعة في البرلمان، وإن كانت هناك خلافات بين أتباع كاستيلار، الذي كان يؤيد المصالحة مع الراديكاليين الذين قبلوا الجمهورية على الرغم من أنهم من حيث المبدأ دعموا نظام أماديو الأول الملكي ومع الدستورية الجنرال سيرانو وبراخدس ماتيو ساغستا لضمهم في النظام الجديد، وأتباع سالميرون الذي ينادي بأن الجمهورية يجب أن تقوم فقط على تحالف الجمهوريين «القدامى».

وبعد تنفيذه لوائح الكورتيس رتب الرئيس للموافقة النهائية على مقترح القانون، فأجرى تصويت اسمي في اليوم التالي. حيث صدر القرار في 8 يونيه بتأييد 219 ممثلا ورفض اثنين فقط، وبذلك أعلنت الجمهورية الفيدرالية. وأيد معظم الفدراليين في البرلمان نموذجا سياسيا يشبه كونفدرالية سويسرا، حيث تشكل المناطق بكانتونات مستقلة. كتب الكاتب الإسباني بينيتو بيريث جالدوس الذي كان يبلغ حينها 21 عاما عن المناخ البرلماني للجمهورية الأولى:
ووصل الوضع إلى مستويات سريالية أو شيء من هذا القبيل، ففي حين ترأس استانيسلاو فيجويراس جلسة مجلس الوزراء صاح قائلا: «أيها السادة لايمكنني تحمل ذلك أكثر، وسأكون صريحا معكم: لقد سئمت من كل شيء!» حتى أنه في 10 يونيو ترك وبالسر رسالة استقالته في مكتبه، وذهب سيرا على الأقدام من خلال بارك ديل بوين ريتيرو ولم يبلغ أحدا بذلك، ثم استقل أول قطار مغادر من محطة أتوشا ولم ينزل من القطار حتى وصوله باريس.

## حكومة بي مارغال
هذا الإجراء — ولايخفى على الجميع — يتعارض صراحة عما كان بالسابق: وقد تكون النتيجة هي نفسها. حيث يجب على المقاطعات أن يكون لها تمثيل في الكورتيس الجديد، وإذا كان لديهم أي فكرة ملموسة عن حدود صلاحيات تلك المقاطعات المستقبلية، فإنهم يمكنهم أن يذهبوا إلى الكورتيس ويدافعوا عنها. وبما أن تحديد سلطات المقاطعات سوف يحدد سلطة الدولة، فإن ترسيم حدود السلطة المركزية سيحدد حدود المقاطعات. بطريقة ما فإنه سينتج وبدون أي شك نفس الدستور وإنه لن يكون حسب رأيي الشخصي وطنيا ولا سياسيا، وسيتخبط إعلان الجمهورية بسبب التعنت حول تلك النقطة.
على الرغم من أن إجراء "من القاع إلى الأعلى" كان منطقيا ومناسبا للاتحاد، إلا أن الإجراء الآخر "من الأعلى إلى القاع" هو أكثر موائمة لأمة تشكلت بالفعل مثل أمتنا وتطبيقه أقل خطورة. ولن يكون هناك وقف لاستمرارية السلطة؛ ولن تتوقف مسيرة الأمة لحظة واحدة؛ لن يكون هناك خوف من الصراعات العميقة التي تنشأ بين المقاطعات؛  فتلك ستكون أسهل وأسرع وأسلم طريقة وأقل عرضة للتقلبات...
بعد هروب فيجويراس إلى فرنسا نشأ فراغ في السلطة فأغرى ذلك الجنرال مانويل سوداس بالشروع في تمرد عسكري عندها ظهر آمر الحرس المدني خوسيه ديلا إغليزيا الكورتيس وأعلن أنه لن يغادر أحد المكان حتى ينتخب رئيس حكومة جديد. فانتخب زميل فيجويراس الفيدرالي وعضو الحكومة فرانسيسكو بي في 11 يونيو، ولكن في خطابه أمام الجمعية أعلن أنه في حالة ضياع كاملة وليس لديه أي برنامج. لذا ركزت الحكومة الجديدة جهودها على صياغة الدستور الجديد وبعض القوانين ذات الطابع الاجتماعي مثل:-
- تقسيم الأراضي غير المستغلة على المستوطنين والمزارعين المستأجرين.[11]
- إعادة تأسيس الجيش النظامي والتجنيد الإجباري.
- الفصل بين الكنيسة والدولة، الذي كان متشابكا بعمق في حكم فيرناندو السابع وفصل قليلا عن طريق إيزابيل الثانية.
- إلغاء الرق في جميع أنحاء البلاد. على الرغم من أن دستور قادس 1812 قد اتخذ بعض الخطوات في هذه القضية، إلا أن المستعمرات ظلت معارضة لانتقال ذلك من اسبانيا. كما وضعت خطط لصالح عمالة الأطفال والمرأة.[12]
- إنشاء نظام يضمن الإلزامية ومجانية التعليم لكلا الجنسين.
- إضفاء صبغة قانونية على حق العمل النقابي وانشاء عمالة مختلطة ومدة يوم العمل هي 8 ساعات.[13]

أنشأ الكورتيس في 16 يونيو لجنة مكونة من 25 عضوا لدراسة مشروع دستور جمهورية إسبانيا الاتحادية ويعزى تنقيحه أساسا إلى إميليو كاستيلار، وبدأت المناقشة في اليوم التالي. وفي 28 يونيو غير بي مارغال من تشكيلة الحكومة بعد محاولة اسقاطها في اليوم السابق. وبسبب بطء وتيرة المناقشات البرلمانية حول الدستور، جاءت الأحداث ضاربة الحكومة بوتيرة مذهلة. ففي 30 يونيو أصدر مجلس مدينة إشبيلية اقتراحا أعلن فيه أن البلدة هي جمهورية اجتماعية، وفي اليوم التالي في 30 يونيو طلب بي مارغال من الكورتيس سلطات استثنائية لإنهاء الحرب الكارلية وإن تقتصر على الباسك وكاتالونيا. وعارض «المتعنتون» الاقتراح بشدة لأنهم فهموا على أنه فرض «الحكم الإستبدادي» وفقدان الديمقراطية، فترك العديد منهم البرلمان احتجاجا. إلا أن الحكومة أكدت لهم أنها لن تطبق إلا على الكارليين وليس الجمهوريين الفدراليين. وبمجرد اعتمادها من الكورتيس أصدرت الحكومة بيانا أعلنت فيه الدعوة إلى التجنيد، لأن «البلد بحاجة إلى تضحية جميع أبنائه». وبعد حوالي أسبوع، أي في 9 يوليو حذت ألكوي حذو إشبيلية، وفي خضم موجة من القتل التي أثارتها ضربة ثورية لقادة جمعية الشغيلة العالمية المحليين. لقد كانت تلك البداية: وبعدها اجتاحت ثورة الكانتونات إسبانيا، وقام الجنود بقتل ضباطهم والإعدامات الميدانية لحكام المدن والمئات من الحوادث.

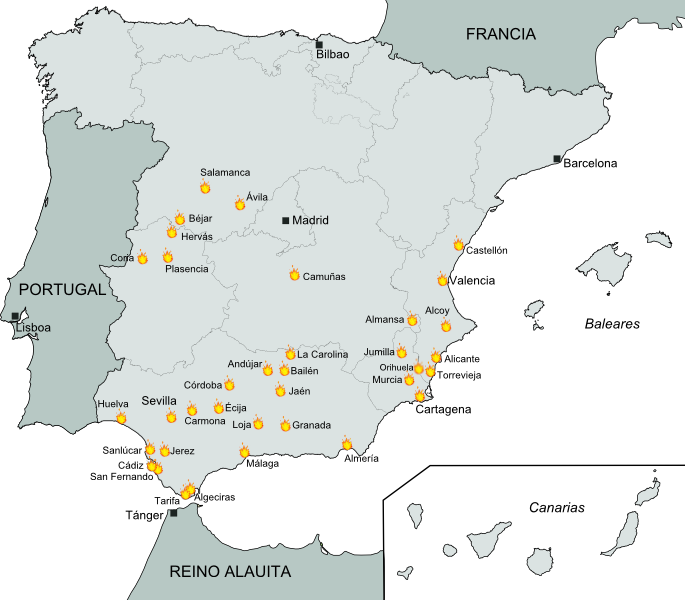
انتشار ثورة الكانتونات في جنوب ووسط إسبانيا، أما المناطق الشمالية المؤيدة للكارليين في كاتالونيا وأراغون والباسك فقد ساهمت في الحرب الكارلية الثالثة.

ولم تؤد المشاعر الفيدرالية إلى قيام مقاطعات ذاتية الحكم بل إلى مجموعة من الكانتونات المستقلة. وكانت عمليات الانتفاضة هي الأخبار اليومية في المنطقة الجنوبية الشرقية من ليفانتي وأندلوسيا. وبعض المقاطعات لها طبيعة إقليمية مثل بلنسية ومالقة، إلا أن معظمها يتألف من المدينة ومحيطها مثل كانتونات ألكوي وكارتاخينا وإشبيلية وقادس والمنسى وتوريفيخا وكاستيلون وغرناطة وسلامنكا وبايلين وأندوخار وطريفة والجزيرة الخضراء. وهناك كانتونات أصغر بحجم قرية في كاموناس (في البسيط) وخوميا (مرسية).
وكان كانتون كرتاخينا أكثر الكانتونات نشاطا وأكثرها شهرة وقد أنشئت في 12 يوليو في قاعدة بحرية للمدينة إيحاء من البرلماني الفيدرالي «أنتونيو غالفيز آركي» (بالإسبانية: Antonio Gálvez Arce)‏. عاشت كارتاخينا ستة أشهر من الحروب المستمرة وحتى سكت عملة خاصة بها «كانتون دورو». وكان أول عمل قام به أهالي كانتون كرتاخينا هو الإستيلاء على قلعة سانت جوليان، وقد دفعت برقية غريبة أرسلها قائد المدينة العام لوزير البحرية:«يظهر في قلعة سانت جوليان العلم التركي». إلا أن في الواقع هذا «العلم التركي» كان علم الكانتون هو العلم الأحمر [الإنجليزية] الأول في تاريخ إسبانيا (وكانت الراية المدنية العثمانية هو علم أحمر عادي، وبالتالي كان الكابتن العام محقا). مكن خطاب غالفيز العاطفي للجموع من السيطرة على سفن البحرية الإسبانية الراسية في المدينة والتي عدت في ذلك الوقت الأفضل في البحرية الإسبانية. وتحت قيادته عاث الاسطول الخراب على شواطئ البحر المتوسط القريبة مما دعا بحكومة مدريد إلى اعلان بأنه من القراصنة ودفع مكافأة على رأسه. وعلى الأرض فقد قاد حملة إلى مدريد إلا أنه هزم في شينشيلا.
أبحرت فرقاطتي الكانتون، وهما المانسا وفيتوريا، نحو «قوة أجنبية» (مدينة ألمريا الإسبانية) لجمع الأموال. وبما أن المدينة لم تدفع، فقد تم قصفها وأخذها الكانتونيين. وأمر الجنرال كونتريراس قائد الأسطول الكانتوني أن يتم عزف النشيد الوطني له. ثم تكرر بعد ذلك الفعل في أليكانتي، ولكن قبض عليه في طريقه للعودة إلى كرتاخينا بتهمة القرصنة وأمسكت به فرقاطتي بريطانية وألمانية.
وهناك مشكلة أسوأ من ذلك هي الحرب الكارلية الثالثة التي سيطر المتمردون على معظم الباسك ونافار وكاتالونيا دون صعوبة تذكر، وأرسلوا حملات للإغارة على أنحاء عدة في شبه الجزيرة. وكان زعيمهم كارلوس السابع المطالب بالعرش قد شكل حكومة منافسة في إستيا بكامل الوزراء وقام بالفعل بسك العملة، وقد سمح له تواطؤ فرنسا معه بتلقي مساعدات خارجية وتقوية دفاعاته. بين الكارليين وثورة الكانتونات، فإن الإقليم الذي مارس فيه حكم جمهوري قصير الأجل بسلطة بلا منازع فعلي له وامتد إلى مدى أبعد بكثير من مدى مقاطعة مدريد نفسها في شمال غرب إسبانيا وهي آبلة حيث تقع شمال انتفاضة الكانتونات.
بسبب تسارع وتيرة الأحداث، ولم يكن هناك الوقت الكافي للدستور الجديد ليتم تمريره على كورتيس، وجد بي مارغال نفسه بينها وبين الثورة الكانتونية. إلا أنه -وهو القائد العام للجمهورية- رفض جميع النداءات العسكرية والسياسية لقمع انتفاضة الكانتونات، حيث قال إنهم يفضل الحوار مع المتمردين. مما أجبر الكورتيس على سحب الثقة منه وقبول استقالته في 18 يوليو بعد 37 يوما فقط من توليه المنصب.

## صياغة الدستور الاتحادي
عدت الموافقة على صياغة مسودة دستور الجمهورية في البرنامج الحكومي الذي قدمه بي مارغال إلى الكورتيس إحدى الأولويات، بحيث تم على الفور انتخاب لجنة مكونة من 25 عضوا لصياغة المشروع. وقد صاغ المسودة أحد الأعضاء وهو «المعتدل» إميليو كاستيلار في أربع وعشرين ساعة واتفقت عليها اللجنة كلها وعرضت على الكورتيس للمناقشة. ولم يرض المشروع الراديكاليين ولا الدستوريين ولا حتى الجمهوريين الاتحاديين «المتعنتين» وهو ماأدى في نهاية المطاف إلى تقديم مشروع قانون دستوري آخر.
عكست مسودة الدستور الاتحادي التي صاغها كاستيلار مفهوم الجمهورية باعتبارها أنسب أشكال الحكومة عند الولوج في الخيارات الليبرالية، لأنه لا يمكن للمرء أن يوفق بين الديمقراطية والنظام الملكي كما أثبتت تجربة «الملكية الديمقراطية» لأماديو الأول. ولكن لكي تكون الجمهورية مقبولة للطبقات المحافظة والوسطى، كان من الضروري وضع حد لما أسماه كاستيلار «الغوغاء الحمراء» التي تخلط بين الجمهورية والاشتراكية. ومن ثم فإن مشروع الدستور الاتحادي المكون من 117 مادة تنظيمية تحت 17 عنوانا هو استمرارا للمبادئ المنصوص عليها في دستور 1869 - فقد حافظ بالأساس على الباب الأول -. كما استندت المسودة إلى الفصل الصارم بين السلطات في جميع الإنتخابات. لذلك لن يكون انتخاب الرئيس عن طريق البرلمان ولكن من خلال قوائم انتخابية في كل ولاية إقليمية، الذي من شأنها أن تصوت وتعلن المرشح الذي حصل على الأغلبية المطلقة من الكورتيس -وفي حال عدم وجود الأغلبية سيقوم النواب باختيار المرشح بأكثر عدد من الأصوات. وتتمثل مهمتها في ممارسة ما يسمى ب «قوة العلاقة» بين المؤسسات المختلفة. ومن ناحية أخرى لا يجوز للنواب أو أعضاء مجلس الشيوخ أن يكونوا جزء من الحكومة. أما بالنسبة للسلطة القضائية، فقد أنشئت هيئة المحلفين لجميع أنواع الجرائم.  وفيما يتعلق بالهيكل الاتحادي فإن كل إقليم يتمتع «استقلال سياسي ذاتي كامل متوافق مع كيان الأمة»، ويمكن أن يكون لها دستورها الخاص شريطة أن لايتعارض مع الدستور الاتحادي، ولها جمعية تشريعية الخاصة بها. وأخيرا، ستقوم البلديات بانتخاب رؤساء البلديات وأعضاء مجالسها والقضاة بالاقتراع العام.
وكان مشروع الدستور "تتقدمه ديباجة تعالج فيها المطالب التي تتناولها أحكامه. أولا: تعزيز الحرية والديمقراطية التي استهلتها ثورة سبتمبر المجيدة. ثم أشارت إلى التقسيم الإقليمي على أساس التاريخ ويضمن الفيدرالية والوحدة الوطنية. وأخيرا، لتخفيف السلطات العامة بطريقة لا يمكن الخلط بينها فتمنع ظهور الدكتاتورية. وبعد تلك الديباجة أتت المواد ال 117 تحت 17 عنوانا.
وكانت أكثر النصوص الدستورية التي تعرضت للنقاش المطول، تلك التي تتحدث عن التقسيم الإقليمي للجمهورية، وتشمل كوبا وبورتوريكو كوسيلة لحل المشكلة الاستعمارية، وأضيف إليها لاحقا القوانين الخاصة التي تنظم حالة الأقاليم خارج إسبانيا:
ستكون لتلك الأقاليم «الاستقلال الاقتصادي والإداري الكامل والاستقلال السياسي المتوافق مع وجود الدولة» بالإضافة «القدرة على منحها دستورا سياسيا» (المادتان 92 و93).
مشروع الدستور الوارد في الباب الرابع - السلطات التشريعية والتنفيذية والقضائية التقليدية - هي السلطة الرابعة التي يمارسها رئيس الجمهورية.
السلطة التشريعية ستكون في أيدي الكورتيس الاتحادي الذي يتألف من البرلمان ومجلس الشيوخ. والبرلمان هو بيت التمثيل النسبي بحيث ممثل لكل 50000 شخص، وتجدد كل عامين. أما مجلس الشيوخ فهو بيت التمثيل الإقليمي، ينتخب كل برلمان إقليمي أربعة أعضاء لمجلس الشيوخ.
أما السلطة التنفيذية فيمارسها مجلس الوزراء وينتخب رئيس الجمهورية رئيس مجلس الوزراء.
يتألف القضاء في المحكمة الاتحادية العليا من «ثلاثة قضاة لكل اقليم من أقاليم الاتحاد» (المادة 73) ولن تنتخبها السلطة التنفيذية ولا التشريعية. وبالإضافة إلى ذلك، نصت المادة على أن جميع المحاكم تكون جماعية وتفرض عليها هيئة محلفين على جميع أنواع الجرائم.
ويمارس السلطة الحاكمة رئيس الجمهورية الاتحادية الذي تستمر مدة عضويته «أربع سنوات ولا يمكن إعادة تجديدها فورا» كما هو منصوص عليه في المادة 81 من المشروع.
وفيما يتعلق بالحقوق والحريات، فإن المشروع هو استمرار للباب الأول من الدستور الإسباني لعام 1869، على الرغم من أنه أدخل "بعض التعديلات الهامة، مثل الفصل النهائي بين الكنيسة والدولة والحظر الصريح لدعم أي عبادة. وطالبت أيضا بالتصديق المدني على الزواجات والولادات والوفيات وإلغاء سندات النبلاء. وقد أنشئ الحق في تكوين الجمعيات وتنظيمه على نطاق واسع.

## حكومة نيكولاس سالميرون

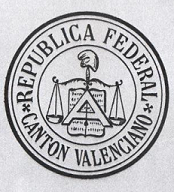
ختم الكانتون الفيدرالي لمدينة بلنسية (1873)

بعد قبول استقالة بي مارغال انتخب نيكولاس سالميرون رئيسا للسلطة التنفيذية بأغلبية 119 صوتا مقابل 93 صوتا معارض. ودافع الرئيس الجديد، وهو جمهوري فيدرالي معتدل على ضرورة التوصل إلى تفاهم مع الجماعات الأكثر اعتدالا أو المحافظين والانتقال البطيء نحو جمهورية اتحادية. وكان خطابه ساحق: قال فرانسيسكو سيلفيلا أنه استخدم في خطابه سلاحا واحدا فقط، وهي المدفعية. وصف أنطونيو مورا نغمة الدون نيكولاس الأستاذية قائلا: «يبدو دائما أنه كان يتكلم مع ميتافيزيقيين في البسيط».
بالفعل خلال عمله وزيرا للعدل في حكومة إستانيسلاو فيغراس تمكن من إلغاء عقوبة الإعدام واستقلالية السلطة القضائية في مواجهة السياسيين.
كان شعار حكومة سالميرون الجديدة هو «تطبيق القانون»، وذلك لقمع ثورة الكانتونات بتدابير قاسية مثل طرد الحكام المدنيين والعسكريين ورؤساء البلديات الذين دعموا بطريقة أو بأخرى مؤيدي ثورة الكانتونات ثم عين جنرالات كانوا يعارضون الجمهورية الاتحادية مثل مانويل بافيا ومارتينيث كامبوس، فتمكن من إرسال حملات عسكرية إلى أندلوسيا وبلنسية على التوالي لوضع حد للتمرد. خضعت الكانتونات واحدا تلو أخرى، إلا كارتاخينا (قرطاجنة) التي قاومت حتى 12 يناير 1874.
أحاط الجنرالات الحكومة علما حيث طالبوا بالتوقيع على تنفيذ أحكام الإعدام المختلفة على عدة جنود فارين من الجبهة الكارلية بتهمة الخيانة العظمى، كان ذلك ضروريا لإعادة تأسيس الانضباط على الجيش حسب كلامهم. إلا أن سالمرون رجل المبادئ الليبرالية المتقدمة جدا رفض التوقيع على أحكام الإعدام تلك، وهو الذي كان يعارض عقوبة الإعدام. وبسبب ذلك استقال في 6 سبتمبر.

## حكومة إيميليو كاستيلار
وفي اليوم التالي 7 سبتمبر انتخب إميليو كاستيلار لشغل منصب رئاسة للسلطة التنفيذية وهو أستاذ في التاريخ بأغلبية 133 صوتا مقابل 67 صوتا. وكان كاستيلار خلال فترة عمله السابق وزيرا للدولة في حكومة استانيسلاو فيجويراس قد سعى للموافقة على إلغاء الرق في إقليم بورتوريكو [الإنجليزية] وتمكن من تحقيق ذلك، ولكن لم يتمكن من إلغاء الرق في كوبا بسبب استمرار حالة الحرب. وتحتفل بورتوريكو بهذا العمل الذي قامت به الجمهورية الإسبانية الأولى حتى يومنا هذا.
بدافع من الحالة الصعبة التي تمر بها الجمهورية من تفاقم الحرب الكارلية بدأ ايميليو كاستيلار بإعادة تنظيم الجيش معلنا أمام الكورتيس «للحفاظ على هذا الشكل من الحكومة نحن بحاجة إلى الكثير من المشاة والفرسان وأيضا الكثير من المدافع، بالإضافة إلى الحرس المدني والعديد من البنادق». وبالرغم من المعارضة الفدرالية لذلك إلا أن الكورتيس منحه على الفور صلاحيات استثنائية لوضع حد للحرب الكارلية وثورة الكانتونات وفعلق جلسات المجلس من 20 سبتمبر 1873 حتى 2 يناير 1874، مما أدى إلى توقف مناقشة مشروع الدستور الاتحادي .
وقد سمحت السلطات الاستثنائية التي نالها كاستيلار بأن يحكم بموجب مرسوم فأعاد تنظيم هيئة المدفعية التي حلت قبل بضعة أشهر في أواخر عهد أماديو الأول، واستدعى الاحتياط وطالب بأفواج جديدة فتمكن من الحصول على جيش من 200,000 رجل، وأخذ قرضا بقيمة 100 مليون بيزيتا لتغطية تكاليف الحرب.
بعد ذلك امرت حكومة كاستيلار أواخر نوفمبر من الجنرال سيبالوس الذي أدار حصار قرطاجنة بعد استقالة الجنرال مارتينيث كامبوس الذي بدأ في 15 أغسطس بقصف قرطاجنة [الإسبانية] «لكسر الروح المعنوية للمدافعين أو على الأقل أن يبقى الوضع عندهم غير هادئ تماما». بدء القصف في 26 نوفمبر 1873 دون سابق إنذار، واستمر حتى آخر يوم من الحصار أي في 12 يناير 1874 وبلغ مجموع المقذوفات حوالي 27189 قذيفة «ويعد طوفان حقيقي في إطلاق النار» مما تسبب 12 قتيل و800 جريح، ودمار عظيم في معظم المباني - نجى 28 منزلا فقط من القصف-. وقد كان الرد على القصف يأتي من مدافع في قلاع قرطاجنة وفرقاطات، ولكنها كانت أقل فعالية بكثير نظرا للإنتشار الواسع للقوات الحكومية التي تحاصر المدينة وساحاتها. وبعد الأسبوع الأول من القصف أدرك الجيش الحكومي أن دفاعات قرطاجنة ما زالت سليمة، فاستقال الجنرال سيبالوس في 10 ديسمبر وحل محله الجنرال خوسيه لوبيز دومينغيز وهو أيضا كان مناهض للجمهورية، وهو ابن شقيق الجنرال سيرانو القيادي في الحزب الدستوري المحافظ. وقد أصر عند لقائه مع كاستيلار على أنه يجب أن تستسلم قرطاجنة (كارتاخينا) مهما استغرق الأمر قبل 2 يناير، وهو الموعد المقرر لإعادة فتح البرلمان.

## انقلاب مانويل بافيا

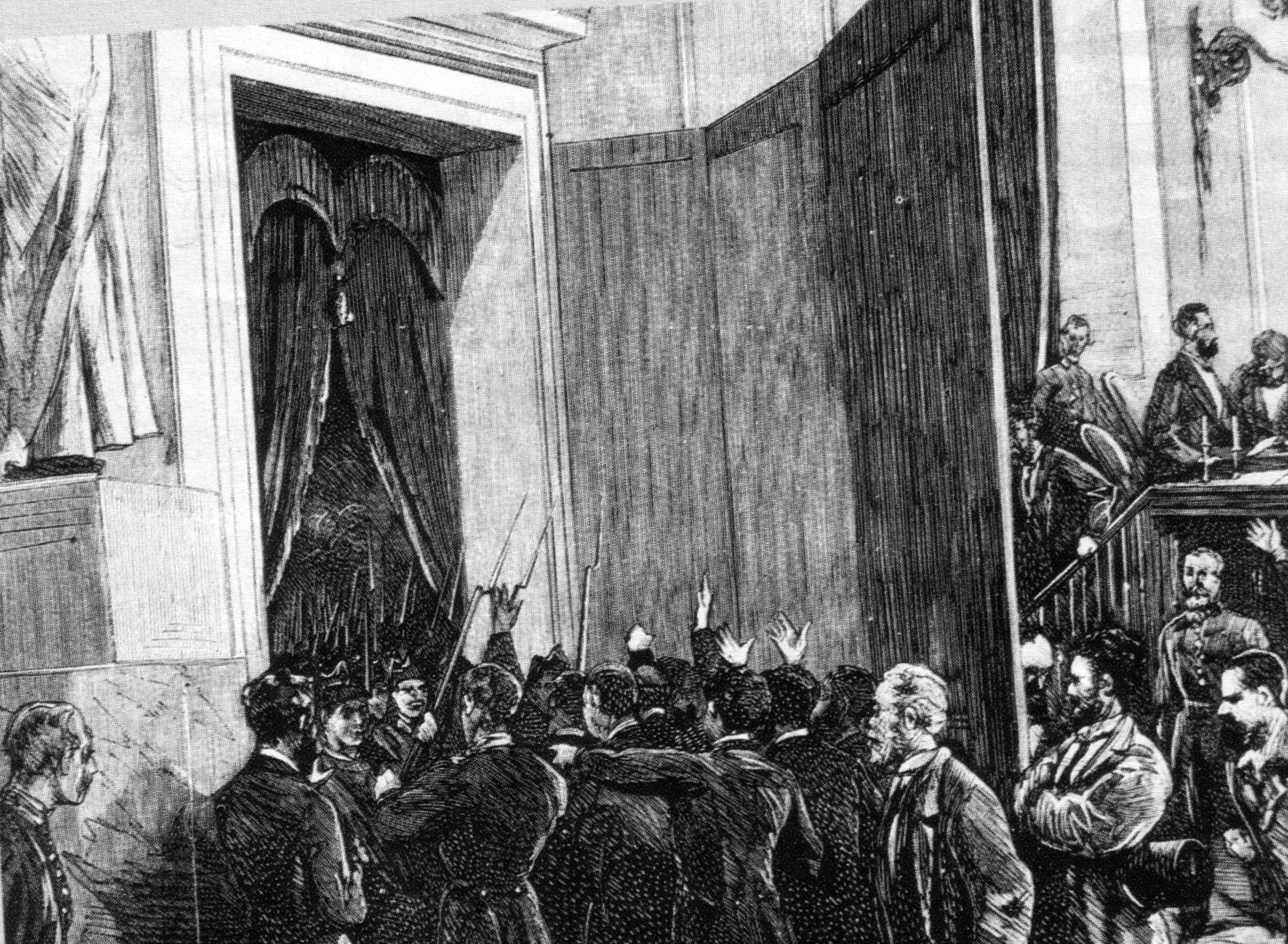
لوحة تمثل لحظة دخول جنود الجنرال بافيا إلى مجلس النواب في الساعات الأولى من صباح 3 يناير 1874.

ومما لا شك فيه أن الفوضى التي خلفتها ثورة الكانتونات وتدهور الأحوال في حرب الكارلية أدت بالحكومة إلى إعادة فتح الكورتيس في 2 يناير 1874 من أجل التصويت على الإدارة وطلب صلاحيات غير محدودة لإنقاذ الجمهورية من الفوضى التي تعصف بها. وقد افتتحت جلسة البرلمان في 2 يناير 1874، ولكن الاتحاديين انتفضوا ضد الدون إميليو كاستيلار الذي يدعمه قائد عام مدريد دون مانويل بافيا وهو مؤيد سابق للجنرال بريم وقد تمرد في فيلاريخو دي سالفانيس. هددت قوتان مختلفتان عن بعضهما البعض بقطع مداولات الكورتيس: الفيدراليون الذين يتوقون بحنق شديد إلى إنهاء عهد كاستيلار، وقوات الجنرال بافيا المؤيد لكاستيلار والذي قرر أن يظهر دعمه للحكومة ليجنبها الهزيمة أمام الفيدراليين.
وقد واجهت سياسة كاستيلار في الاقتراب من الدستوريين والراديكاليين معارضة «المعتدل» نيكولاس سالمرون ومؤيديه الذين دعموا الحكومة حتى الآن - لأنهم يعتقدون أن الجمهورية يجب أن يبنيها الجمهوريون الأصيلون وليس القادمين الجدد. وازدادت تلك المعارضة عندما عين كاستيلار جنرالات ذو نزعة مشبوهة للجمهورية في أهم المناصب، وعندما شغل وظائف شاغرة لثلاثة أساقفة في منتصف ديسمبر نوع من الترضية بعد أن دخل في مفاوضات مع الكرسي الرسولي وإقامة علاقات فعلية معها وهذا يعارض مع مبدأ الفصل بين الكنيسة والدولة التي يدافع عنه الجمهوريون.
عندما أعيد افتتاح البرلمان في الثانية بعد ظهر يوم 2 يناير 1874، كان مانويل بافيا قائد مدريد العام قد أعد قواته للتدخل في حالة فقدان كاستيلار النصاب البرلماني. وبعد منتصف الليل تم تصويت على الثقة للحكومة، فانهزمت  الحكومة بأغلبية 120 ضد مقابل 100 مؤيد، مما أجبر كاستيلار على تقديم استقالته. وبعدها أرسل بافيا جنوده الملتزمين معه إلى مبنى البرلمان ودخل معهم حرس البرلمان وهم من الحرس المدني وكانوا يأتمرون بأمره، وما أن أمر رئيس مجلس النواب نيكولاس سالمرون بإخراجهم حتى دخلت قوات الحرس المدني والجيش مبنى البرلمان وبدأوا إطلاق النار داخل الممرات، مما أخلى النواب المبنى بسرعة. برر بافيا انقلابه بالزعم انه اعطاه "خلاص الجيش والحرية والبلاد".
حاول الجنرال بافيا تشكيل «حكومة وطنية» يرأسها إميليو كاستيلار، ولكن في اجتماع القادة السياسيين الذي ضم الدستوريين والراديكاليين والأفونسينيين والجمهوريين الموحدين، دعا بافيا إلى تحقيق هذا الغرض -استثنى بافيا من الحضور كلا من الجمهوريين الفدراليين وزعيمهم سالمرون وفرانسيسكو بي وأيضا تم استبعاد «المتعنتين» بشكل واضح-. رفض كاستيلار الحضور لأنه لايريد البقاء في السلطة بوسائل غير ديمقراطية. وقد دافع بافيا في الاجتماع عن الجمهورية المحافظة، وبالتالي فرض الجمهوري الموحد يوجينيو غارسيا رويز وزيرا للداخلية، والجنرال سيرانو رئيسا للحكومة الجديدة. مع وضع الجنرال سيرانو على رأس الدولة، تكون تلك الجمهورية قد استمرت إسميا ولكن تم تحريف مسارها تماما، وأكد خوسيه بارون فرنانديز أن انقلاب بافيا قد عجل بنهاية للجمهورية الإسبانية الأولى.

## الجمهورية المتحدة: دكتاتورية سيرانو

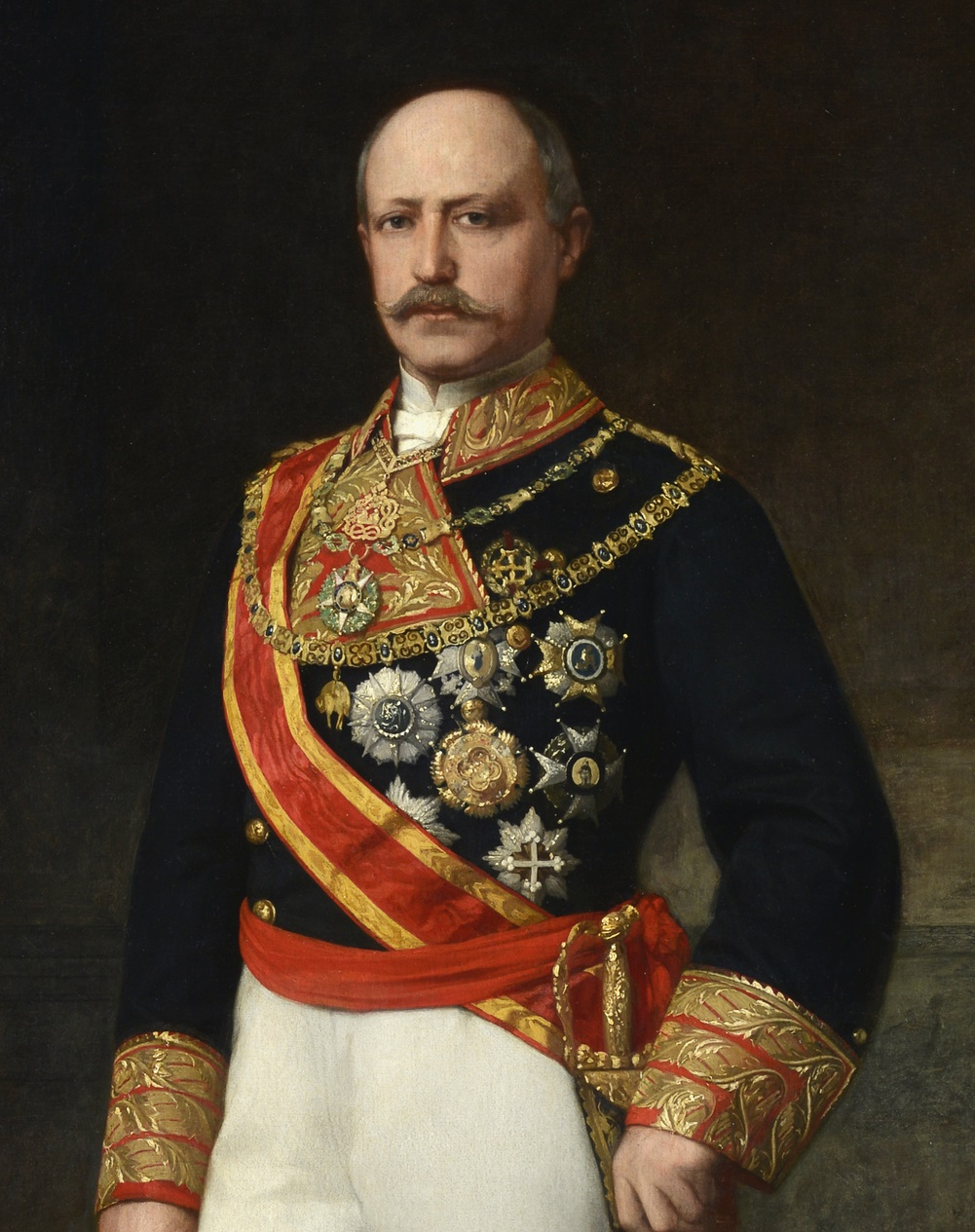
الجنرال سيرانو، آخر رؤساء الجمهورية الأولى. من يناير وحتى ديسمبر 1874.

شكل الجنرال فرانسيسكو سيرانو الذي عاد مؤخرا من المنفى في بياريتز لتورطه في محاولة الانقلاب في 23 أبريل من العام السابق حكومة محددة جمعت الدستوريين والراديكاليين والجمهوريين الوحدويين، واستبعد منهم الجمهوريون الفيدراليون، وكان هدفه الرئيس هو إنهاء ثورة الكانتونات والحرب الكارلية الثالثة، ثم عقد البرلمان لاتخاذ قرار بشأن كيفية تشكيل الحكومة.
فرانسيسكو سيرانو الذي كان متعاونا مع حكومات الملكة إيزابيل الثانية ثم تولى رئاسة السلطة التنفيذية للجمهورية مرتين خلال ديموقراطية السنوات الست عندما تولى رئاسة السلطة التنفيذية للجمهورية ورئاسة الحكومة وكان هدفه إنهاء تمرد الكانتونات والحرب الكارلية الثالثة وفي البيان الذي نشر علنا في 8 يناير برر انقلاب بافيا مؤكدا أن الحكومة التي ستحل محل حكومة كاستيلار كانت ستقسم اسبانيا أو أن المتشددين الكارليين سينتصرون مما يترك الباب مفتوحا لجميع الاحتمالات من حكم الجمهورية أو ملكية وراثية أو حكومة انتخابية وهذا من شأن البرلمان أن يحدد شكل الدولة بعد أن تنعقد جلساته العادية.
وهكذا تم تأسيس ديكتاتورية سيرانو حيث حل البرلمان الجمهوري مباشرة فلم يكن هناك برلمان يمكنه من السيطرة على عمل الحكومة، واستعاد دستور 1869 ولكن بعد افراغه من مضمونه وتركه معلقا "إلى أن يتم ضمان عودة الحياة السياسية طبيعية. وقد حاول الجنرال دون نجاح أن يوطد السلطة لنفسه في شكل ديكتاتورية، على غرار نظام الدوقات والجنرالات التي سادت في فرنسا عند سقوط نابليون الثالث وبعد هزيمة كومونة باريس.
وخلال فترة ولايته تمكن وإلى الأبد من انهاء ثورة الكانتونات مع دخول الجنرال خوسيه لوبيز دومينغيز قرطاجنة (كارتاخينا) يوم 12 يناير. وفي يوم 13 مايو سار سيرانو شمالا ليتولي شخصيا العمليات ضد الكارليون، حيث ترك الجنرال خوان دي زافالا على رأس الحكومة وتركه رئيسا للسلطة التنفيذية للجمهورية لحين عودته. ثم تولى ساغستا الحكومة في 3 سبتمبر.
في 1 ديسمبر تولى ديل كاستيو زمام المبادرة بنشره بيان ساندهيرست، التي كتبها ووقعها الأمير ألفونسو، الذي عرف فيه نفسه بأنه «رجل من هذا القرن، ليبرالي حقيقي» وهو تأكيد لسعيه للمصالحة بين الليبراليين حول النظام الملكي وربط الحقوق التاريخية للسلالة المشروعة بحكومة ممثلة مع الحقوق والحريات المصاحبة لها. وكان ذلك تتويجا للاستراتيجية التي صنعها كانوفاس ديل كاستيو منذ توليه قيادة الألفونسونيين في 22 أغسطس 1873 -في خضم ثورة الكانتونات-  كما بين في رسائله للملكة السابقة وابنها الأمير ألفونسو في يناير 1874 -أي بعد انقلاب بافيا- كان لخلق «الكثير من الأفكار لصالح ألفونسو»مع«التزام بالهدوء والسكينة والصبر والكثير من المثابرة والعزيمة».
وفي 10 ديسمبر بدأ الجنرال سيرانو بحصار بنبلونة ولكنه توقف يوم 29 ديسمبر بعد إعلان تمرد ساغونتو.

## نهاية الجمهورية

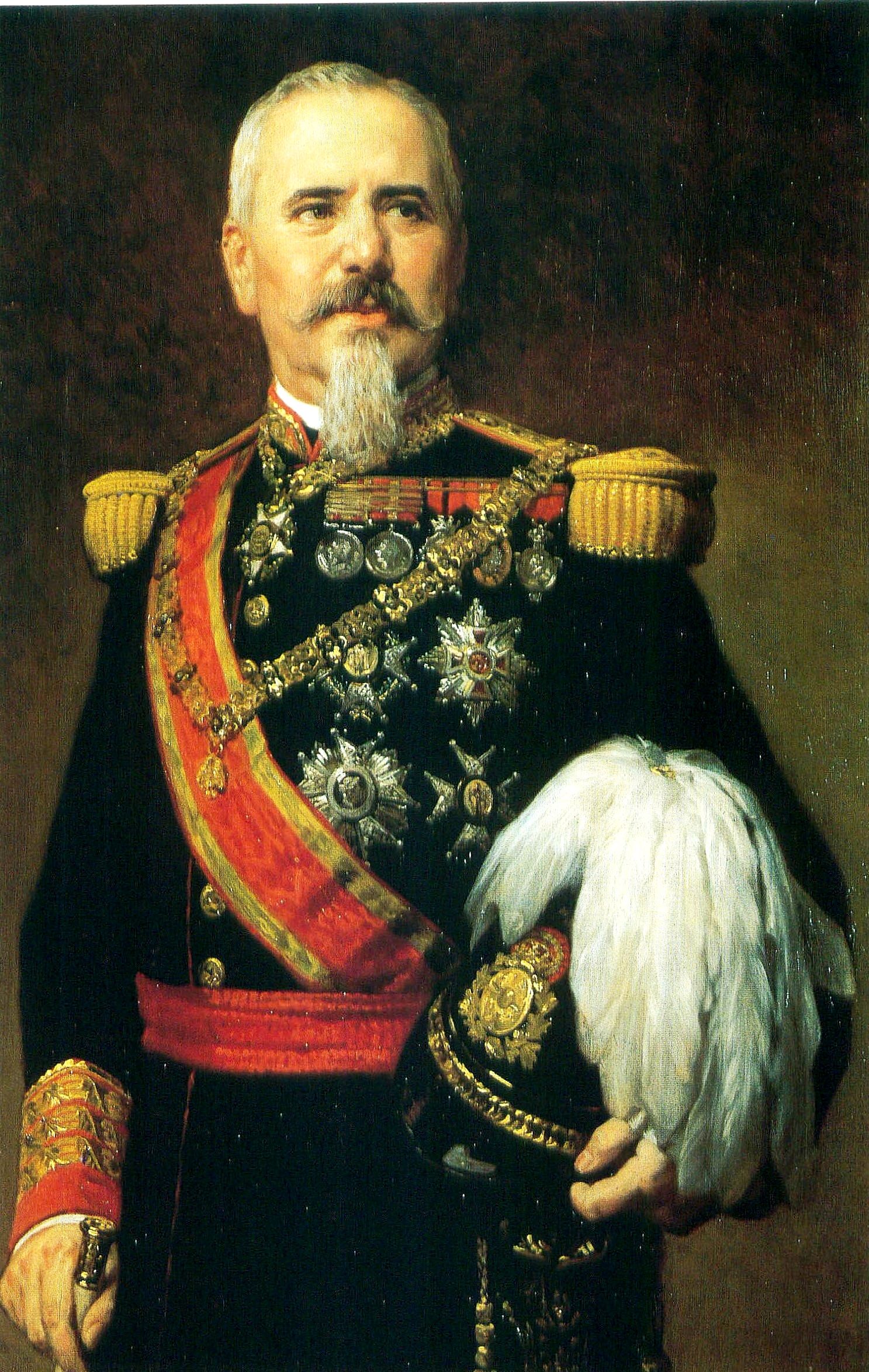
الجنرال مارتينيث كامبوس.

على الرغم من أن كانوباس لا يريد أن تكون إستعادة الملكية عن طريق تمرد عسكري إلا أن في 29 ديسمبر 1874 أعلن الجنرال مارتينيث كامبوس عن تمرد ساغونتو لصالح عودة نظام بوربون الملكي في شخص الدون الفونسو دي بوربون نجل إيزابيل الثانية. ثم قام مارتينيز كامبوس بإبلاغ رئيس الحكومة ساغاستا ووزير الحربية فقاما بدورهما بإبلاغ الجنرال سيرانو الذي كان يقاتل في الشمال ضد كارليين. وفضل سيرانو عدم المقاومة. وقبلت الحكومة القرار دون احتجاج، لذلك لم تعرض أي مقاومة عندما ظهر الكابتن العام لمدريد بريمو دي ريفيرا الذي ساهم في التمرد بمقر الحكومة وأمر بحلها.
أما الوحيد الذي أتخذ مبادرة لمعارضة الانقلاب كان الأميرال توبيتي الذي أقنع رجال ثورة 1868 مثل مانويل رويث ثوريا على تشكيل لجنة للقاء الرئيس ساغستا. وقد استقبلهم في وزارة الداخلية، وبدا أنهم رضخ لطلبهم بإزاحة القائد العام لمدريد بريمو دي ريفيرا واستداله بالجنرال لاجونيرو واستدعاء القوات الموجودة في أفيلا التي بقيادة أحد أقارب رويث ثوريا. وقال ساجاستا مودعا لهم بانه إذا احتاجهم فإنه سيستدعيهم. إلا أنه لم يستدعهم ولم يوف ما وعدهم به.
وفي 31 ديسمبر 1874 شكلت حكومة-وصاية برئاسة كانوباس بانتظار عودة الأمير ألفونسو إلى أرض الوطن قادما من إنجلترا.
كان الجمهوريون الإسبان يحتفلون في يوم 11 فبراير ذكرى الجمهورية الأولى. واستمر ذلك حتى سنة 1931 حيث تم نقل تاريخ الاحتفال إلى 14 أبريل، وهو تاريخ إعلان الجمهورية الثانية، بالإضافة فإنه مابين سنة 1932 و1938 كانت عطلة وطنية (الحرب الأهلية الإسبانية فقط في أراضي الجمهورية).

## وصلات خارجية
- Historiaantiqua. Primera República (2008) (بالإسبانية)

| سبقه عهد أماديو الأول | حقب التاريخ الإسباني الجمهورية الإسبانية الأولى 1873-1871 | تبعه عودة البوربون إلى إسبانيا |